# Esperança Futebol Clube
Esperança Futebol Clube é uma agremiação esportiva brasileira, fundada a 18 de maio de 1939, sediada em Nova Iguaçu, no estado do Rio de Janeiro.

## História
O Esperança Futebol Clube é uma das maiores glórias da Baixada Fluminense. Foi o primeiro time de futebol a se profissionalizar na região, em 1952, ocasião em que o alviverde iguaçuano disputou o antigo Campeonato Fluminense. Integraram aquela disputa o campeão Adrianino, de Engenheiro Paulo de Frontin, Barra Mansa Futebol Clube, Central Sport Club, de Barra do Piraí, Clube dos Coroados, de Valença, e Fonseca Atlético Clube, de Niterói.
O clube disputou o Campeonato Fluminense duas vezes.
Década depois, passou a disputar os torneios organizados pela Liga de Desportos de Nova Iguaçu, mas só se sagrou campeão desta, em 2008, ao vencer a Linave, na decisão. Em 1996, foi vice da competição ao perder a final para o Barros Futebol Clube. Em 2001, também deixou escapar outra chance ao capitular diante do Cacique Futebol Clube.
A ausência de mais títulos deriva pelo fato do clube ter paralisado as suas atividades esportivas entre a década de 80 e 90, retomando a seguir a sua vitoriosa trajetória. Osmário Castelar Filho é o seu estádio, localizado no bairro de Andrade Araújo. Albino Matias preside a agremiação.

## Títulos
- Vice-campeão da Liga de Desportos de Nova Iguaçu, categoria adultos: 1975, 1996 e 2001;

- Campeão da Liga de Desportos de Nova Iguaçu, categoria adultos: 2008;

## Estatísticas

### Participações
| Competição            | Temporadas | Melhor campanha        | Estreia | Última | P | R |
| --------------------- | ---------- | ---------------------- | ------- | ------ | - | - |
| Campeonato Fluminense | 2          | Desconhecido (2 vezes) | 1941    | 1952   | – | – |

## Fonte
- VIANA, Eduardo. Implantação do futebol Profissional no Estado do Rio de Janeiro. Rio de Janeiro: Editora Cátedra, s/d.
- Coluna Nas margens do campo, de André Luiz Pereira Nunes